# Anemia microcítica
Anemias microcíticas são as anemia em que as células vermelhas do sangue são menores a 80 fentolitros. O volume corpuscular médio normal (abreviado como VCM ou MCV em um hemograma) é de 80-100 fL. Quando as células são maiores a 100 fL significa que é uma anemia macrocítica.
Na anemia microcítica, as células vermelhas do sangue (hemácias) são geralmente também anemias hipocrômicas, ou seja mais pálidas que o normal ao microscópio. Isso se reflete uma concentração da hemoglobina corpuscular média (MCHC), uma medida que representa a quantidade de hemoglobina por unidade de volume de fluido no interior da célula; normalmente sobre 320-360 g/L ou 32-36 g/dL. Normalmente, portanto, essa anemia é descrita como "anemia microcítica e hipocrômica".

## Causas
Causas mais comuns de anemia microcítica incluem:
- Anemia por deficiência de ferro,[2] de longe, a causa mais comum de anemia.
- Talassemia, geralmente diagnosticada na infância, mais comum em afrodescedentes.
- Anemia sideroblástica, mas apenas quando a causa é congênita, porque quando a causa é adquirida o VCM é geralmente alto (anemia macrocítica).
- Anemia secundária a uma doença crônica, geralmente com hemorragia porque a perda de sangue causa deficiência de ferro a largo prazo .
- Envenenamento por chumbo (saturnismo)
- Deficiência de vitamina B6 (piridoxina)

Outras causas que são geralmente considerada como causadora de anemia normocítica ou macrocítica também devem ser consideradas, pois a presença de duas ou mais causas de anemia pode distorcer o quadro típico.
Em teoria, a causa pode ser diferenciada pela morfologia dos glóbulos vermelhos. Anemia por doença crônica possui hemácias normais, enquanto a anemia por deficiência de ferro mostra anisocitose, anisocromia e eliptocitose, e talessemias possuem células-alvo e grossas linhas basófilas. Na prática, porém, anisocitose e eliptocitose são muitas vezes vistos em talessemia e células-alvo são ocasionalmente vistas na deficiência de ferro. Todas as três podem revelar apenas hemácias com morfologia normal. As linhas basófilas grosas são um signo confiável de talessemia que não aparece em nenhuma outra anemia.